# Magnopholcomma globulus
Magnopholcomma globulus là một loài nhện trong họ Theridiidae. Chúng thuộc chi đơn loài Magnopholcomma và được Jörg Wunderlich miêu tả năm 2008.